# A Different Man
A Different Man är en amerikansk thriller- och skräckfilm, som hade premiär på Sundance den 21 januari 2024. Filmen är regisserad av Aaron Schimberg som även skrivit filmens manus. Filmen hade biopremiär i Sverige den 25 oktober 2024, utgiven av Nonstop Entertainment.

## Handling
Filmen kretsar kring Edward som har genomgått en operation för att få en ny start i livet. Han blir kort därefter fixerad av en man som spelar honom i en scenproduktion som är baserad på Edwards tidigare liv.

## Rollista (i urval)
- Sebastian Stan – Edward
- Renate Reinsve – Ingrid
- Adam Pearson – Oswald
- C. Mason Wells – Carl
- Owen Kline – Nick
- Charlie Korsmo – Ron Belcher
- Patrick Wang
- Michael Shannon – sig själv